# Лурестан
Луреста́н (перс. لرستان‎ — Лорестан) — один из 31 останов Ирана, в Восточном Курдистане, расположенный на западе страны.
Граничит с Хамаданом на севере, Керманшахом на северо-западе, с Меркези на северо-востоке, Иламом на западе, Исфаханом на востоке и с Хузестаном на юге. Площадь — 28 294 км², население — 1 716 527 человек (2006). Большая часть населения — луры.
Официальный Лурестан приблизительно соответствует Малому Луристану («Lor-e-kuchik»), представляющему собой главный ареал лурского племени и ядро Большого Луристана («Lor-e-Bozorg»). Административный центр современного Лурестана — город Хорремабад, другие крупные города — Боруджерд (235 тыс.), Кухдешт (230 тыс.), Доруд (120 тыс.), Элигудерз (94 тыс.), Нурабад (78 тыс.), Эзна (38 тыс.), Алаштар (30 тыс.) и Поль-э Дохтар (28 тыс.)
Лурестан расположен недалеко от границы с Ираком. Занимая живописную долину, окруженную горами, Лорестан находится примерно в 100 километрах (около 62 миль) к востоку от границы с Ираком.

## История
В древности Лурестан был населён племенами касситов и входил в состав государства Элам. Иранские племена заселили Лурестан в X—IX веках до н. э. После освобождения страны от арабских завоевателей, начиная с 1155 года, в Лурестане правила самостоятельная династия Хуршиди, представители которой носили титул атабегов. Последним атабегом был Шах-Верди-хан, низложенный шахом Ирана Аббасом I в начале XVII века. В XVIII веке лурские земли окончательно вошли в состав Иранского государства. При Реза-шахе Пехлеви был взят официальный курс на ассимиляцию луров. 
В июне 1924 г. генерал Ахмади ввёл войска в Хорремабад и начал кампанию против лурских племён. Под его давлением, племя Бахарванд вышло из Лурского союза.
С подачи Резха-шаха, Меджлисом в 1931—1932 годах были в законодательном порядке приняты постановления о дополнительных ассигнованиях на заселение Лурестана уроженцами других провинций; о передаче укреплений и построек, приготовленных для переходящих на оседлость кочевников-луров, в их собственность; о разрешении передачи государственных имений в Лурестане — лурским родам, целиком переходящим на оседлость.

## Административное деление
Провинция делится на 10 шахрестанов:
1. Алаштар (Selseleh County)
2. Алигударз (Aligudarz)
3. Боруджерд (Borujerd)
4. Доруд (Dorud)
5. Дурех (Doureh)
6. Кухдешт (Kuhdasht)
7. Нурабад (Delfan)
8. Поль-Дохтар (Poldokhtar)
9. Хорремабад (Khorramabad)
10. Эзна (Azna)

## Экономика
Основные отрасли экономики — сельское хозяйство, пищевая, кожевенная и автомобильная промышленность, торговля. В городе Хорремабад базируются Свободная экономическая зона «Лурестан» и исследовательский центр компании «Носа». В городе Боруджерд расположен автомобильный завод «Загросс Ходро».

## Достопримечательности
В городе Хорремабад расположена крепость Фаляк-оль-Афлак эпохи Сасанидов, в окрестностях — пещера Яфтех. В городе Боруджерд расположены Пятничная и Султанская мечети, мавзолей Джафар, гробницы Гхасема, Ибрахима, Валиана, Завариана и Шах-заде Аболь-Хасана, Большой базар с караван-сараями и банями, старинные мосты и статуя Араша. Возле города Алигударз расположены крепость Сайлех, холм Масисилан с руинами древнего поселения, пещеры Тамандар и Бехнавид, водопад Абсефид и обширные леса.
В городе Маламир расположены руины эпохи Элама. В городе Поль-э-Дохтар расположены руины древнего моста. В городе Эзна расположена гробница Зейда и Гхасема. Также в провинции расположены дворец Рахманабад эпохи Сасанидов, крепость Шенех, гробница Доу Хахаран, караван-сарай Гошех, мост Кашкан, водопады Ноджиан и Сарканех.
Прославили Лурестан и знаменитые «луристанские бронзы». Так в археологии принято называть бронзовые изделия (кинжалы, топоры, булавки, украшения для одежды, конской сбруи), выполненные в ирано-кавказском зверином стиле. Их находили во время раскопок в Лурестане. Часть учёных относит их ко 2-й половине II тысячелетия до н. э. и связывает с касситами.